# Cantanhede (Maranhão)
Cantanhede é um município brasileiro do estado do Maranhão. Localiza-se na Microrregião de Itapecuru Mirim, Mesorregião do Norte Maranhense. A população do IBGE em (2016) tem 21 671 habitantes e a área de 773 km².

## História
O início de sua povoação é quase obscuro, sendo levantadas pesquisas que indicam que o povoamento foi iniciado em 1720, pelo português Faustino Mendes Cantanhede, recebendo posteriormente uma sesmaria na região, passando a povoado em 1870, a vila em 1948 e a cidade e sede de município em 1952.
Só a partir de 1914, com a chegada da Estrada de Ferro São Luís-Teresina, foi que o povoado começou a se desenvolver.

## Geografia
O município é banhado pelo rio Itapecuru, predominando uma formação vegetal conhecida como Mata dos Cocais, com grande concentração de babaçus.
O clima do estado do Maranhão compreende uma transição entre o clima Superúmido da Amazônia e o Semiárido do Nordeste. Caracteriza-se como quente, semiúmido, tropical de zona equatorial, com duas estações distintas que vão de úmida (janeiro a junho) a seca (julho a dezembro).
Os principais acesso ao município se dão pela MA-332 (Av. Rio Branco e Av. Dr. Luís Sousa Guimarães) e pela Estrada de Ferro São Luís-Teresina, atualmente concedida ao transporte de cargas.
O território do município de Cantanhede possui área de 773,009 quilômetros quadrados, o que o coloca na posição 125 dentre as 217 cidades do Maranhão.
Educação
Em 2010, a taxa de escolarização de 6 a 14 anos de idade do município de Cantanhede era de 91,6%. Comparando-se com outros municípios do estado do Maranhão, ficava na posição 206 de 217. Já o Índice de Desenvolvimento da Educação Básica (IDEB), no ano de 2023, para os anos iniciais do ensino fundamental na rede pública era 5,2 e para os anos finais, 4,4.
| Taxa de escolarização de 6 a 14 anos de idade [2010]             | 91,6 %           |
| IDEB – Anos iniciais do ensino fundamental (Rede pública) [2023] | 5,2              |
| IDEB – Anos finais do ensino fundamental (Rede pública) [2023]   | 4,4              |
| Matrículas no ensino fundamental [2023]                          | 2.759 matrículas |
| Matrículas no ensino médio [2023]                                | 758 matrículas   |
| Docentes no ensino fundamental [2023]                            | 208 docentes     |
| Docentes no ensino médio [2023]                                  | 50 docentes      |
| Número de estabelecimentos de ensino fundamental [2023]          | 31 escolas       |
| Número de estabelecimentos de ensino médio [2023]                | 1 escolas        |

Fonte: IBGE
Economia
Em 2021, o PIB per capita do município de Cantanhede era de R$ 6.900,34. Comparando-se com outros municípios do estado do Maranhão, ficava na posição 189 de 217. Já o percentual de receitas externas em 2023 era de 86,57%, o que o colocava na posição 181 de 217.
| PIB per capita [2021]                                                                           | 6.900,34 R$       |
| Índice de Desenvolvimento Humano Municipal (IDHM) [2010]                                        | 0,565             |
| Total de receitas brutas realizadas [2023]                                                      | 116.610.465,43 R$ |
| Transferências correntes (Percentual em relação às receitas correntes brutas realizadas) [2023] | 86,57 %           |
| Total de despesas brutas empenhadas [2023]                                                      | 124.044.147,00 R$ |

Fonte: IBGE
| Salário médio mensal dos trabalhadores formais [2022]                                             | 2,2 salários mínimos |
| Pessoal ocupado [2022]                                                                            | 1.580 pessoas        |
| População ocupada [2022]                                                                          | 6,50 %               |
| Percentual da população com rendimento nominal mensal per capita de até 1/2 salário mínimo [2010] | 59,6 %               |

Fonte: IBGE

## Demografia
Conforme o Censo de 2010 do IBGE, 87% da população declarava-se católica e 10,6% era evangélica.
63% da população era urbana e 37% era rural.
De com o Censo Demográfico de 2022, a população do município de Cantanhede era de 24.303 habitantes por quilômetro quadrado. Comparando-se com outros municípios do Estado, ficava nas posições 68 e 48 de 217. Já a estimativa populacional para o ano de 2024 era de 24.976 pessoas.

## Principais ruas e avenidas
- Av. Rio Branco
- Av. Deputado Líster Caldas
- Rua Benedito Lopes
- Av. Nossa Senhora da Conceição
- Av. Dr. Luis Sousa Guimarães
- Rua Nova
- Rua 10 de Outubro

## Limites municipais
Cantanhede limita-se ao norte com Itapecuru-Mirim, a leste com Vargem Grande e Pirapemas, ao sul com Pirapemas e Matões do Norte e a oeste com Matões do Norte e Miranda do Norte.

## Esporte
Cantanhede conta com o estádio municipal Benedito Lopes que fica na rua Santa Bárbara, recebe jogos do campeonato Cantanhede. Os clubes mais conhecidos são Vitória e Projetada, que disputaram a final no ano de 2014.

## Geminações
Cantanhede está geminada com:
- Cantanhede, Portugal[10]